# Eponidinae
Eponidinae es una subfamilia de foraminíferos bentónicos de la familia Eponididae, de la superfamilia Discorboidea, del suborden Rotaliina y del orden Rotaliida. Su rango cronoestratigráfico abarca desde el Eoceno hasta la Actualidad.

## Clasificación
Eponidinae incluye a los siguientes géneros:
- Alabaminella
- Cribrogloborotalia †
- Donsissonia
- Eponides
- Ioanella
- Poroeponides
- Vernonina †
- Vonkleinsmidoides

Otros géneros considerados en Eponidinae son:
- Auriculina, de estatus incierto, considerado sinónimo posterior de Pulvinulina, o también de Discorbina
- Cidarollus, de estatus incierto, considerado sinónimo posterior de Pulvinulina
- Conorbis, considerado subgénero de Eponides, Eponides (Conorbis), pero considerado nomen nudum
- Cribroeponides, aceptado como Eponides
- Cyclospira, aceptado como Neoeponides
- Placentula, aceptado como Eponides
- Podoliella, aceptado como Eponides
- Pulvinulina, considerado subgénero de Eponides, Eponides (Pulvinulina), y aceptado como Eponides
- Pulvinulus, aceptado como Eponides